# Campionato mondiale femminile under 18 di pallavolo 2021
Il campionato mondiale femminile under 18 di pallavolo 2021 si è svolto dal 20 al 29 settembre 2021 a Victoria de Durango, in Messico: al torneo hanno partecipato venti squadre nazionali under 18 e la vittoria finale è andata per la seconda volta alla Russia.

## Impianti
|                                                                                    |                                                                            |  |
|                                                                                    |                                                                            |  |
| Auditorio del Pueblo Città: Victoria de Durango Capienza: 2 000 Anno d'apertura: - | Fenadu Arena Città: Victoria de Durango Capienza: 3 500 Anno d'apertura: - |  |

## Regolamento

### Formula
La formula ha previsto: 
- Fase a gironi, disputata con girone all'italiana: le prime quattro classificate di ogni girone hanno acceduto alla fase finale per il primo posto, mentre l'ultima classificata di ogni girone ha acceduto al girone per il diciassettimo posto.
- Fase finale, disputata con:
  - Fase finale per il primo posto, giocata con ottavi di finale, quarti di finale, semifinali, finale per il terzo posto e finale; le otto sconfitte agli ottavi di finale hanno acceduto alla fase finale per il nono posto, mentre le quattro sconfitte ai quarti di finale hanno acceduto alla fase finale per il quinto posto.
  - Fase finale per il quinto posto, giocata con semifinali, finale per il settimo posto e finale per il quinto posto.
  - Fase finale per il nono posto, giocata con quarti di finale, semifinali, finale per l'undicesimo posto e finale per il nono posto; le quattro sconfitte ai quarti di finale hanno acceduto alla fase finale per il tredicesimo posto.
  - Fase finale per il tredicesimo posto, giocata con semifinali, finale per il quindicesimo posto e finale per il tredicesimo posto.
  - Girone per il diciassettesimo posto, giocato con girone all'italiana.

### Criteri di classifica
Se il risultato finale è stato di 3-0 o 3-1 sono stati assegnati 3 punti alla squadra vincente e 0 a quella sconfitta, se il risultato finale è stato di 3-2 sono stati assegnati 2 punti alla squadra vincente e 1 a quella sconfitta.
L'ordine del posizionamento in classifica è stato definito in base a:
- Numero di partite vinte;
- Punti;
- Ratio dei set vinti/persi;
- Ratio dei punti realizzati/subiti;
- Risultati degli scontri diretti.

## Squadre partecipanti
| Squadra         | Qualificazione                                      | Ultima partecipazione |
| --------------- | --------------------------------------------------- | --------------------- |
| Argentina       | 3ª nel CSV Ranking                                  | Egitto 2019           |
| Brasile         | 1ª nel CSV Ranking                                  | Egitto 2019           |
| Bulgaria        | 13ª nel FIVB World Rankings                         | Egitto 2019           |
| Camerun         | 1ª al campionato africano under 18 2020             | Egitto 2019           |
| Canada          | 2ª nel NORCECA Ranking                              | Egitto 2019           |
| Cina            | 2ª al campionato asiatico e oceaniano under 17 2019 | Egitto 2019           |
| Corea del Sud   | 4ª al campionato asiatico e oceaniano under 17 2019 | Egitto 2019           |
| Egitto          | 14ª nel FIVB World Rankings                         | Egitto 2019           |
| Giappone        | 1ª al campionato asiatico e oceaniano under 17 2019 | Egitto 2019           |
| Italia          | 4ª al campionato europeo under 17 2020              | Egitto 2019           |
| Messico         | Paese organizzatore                                 | Egitto 2019           |
| Nigeria         | 2ª al campionato africano under 18 2020             | Thailandia 1997       |
| Perù            | 2ª nel CSV Ranking                                  | Egitto 2019           |
| Polonia         | 6ª al campionato europeo under 17 2020              | Argentina 2017        |
| Porto Rico      | 3ª nel NORCECA Ranking                              | Egitto 2019           |
| Rep. Dominicana | 4ª nel NORCECA Ranking                              | Argentina 2017        |
| Romania         | 5ª al campionato europeo under 17 2020              | Egitto 2019           |
| Russia          | 1ª al campionato europeo under 17 2020              | Egitto 2019           |
| Serbia          | 3ª al campionato europeo under 17 2020              | Argentina 2017        |
| Slovacchia      | ? nel FIVB World Rankings                           | Turchia 2011          |
| Stati Uniti     | 1ª nel NORCECA Ranking                              | Egitto 2019           |
| Thailandia      | 3ª al campionato asiatico e oceaniano under 17 2019 | Egitto 2019           |
| Turchia         | 2ª al campionato europeo under 17 2020              | Egitto 2019           |

## Torneo

### Fase a gironi
| Girone A | Girone B        | Girone C    | Girone D   |
| -------- | --------------- | ----------- | ---------- |
| Camerun  | Egitto          | Nigeria     | Argentina  |
| Canada   | Italia          | Porto Rico  | Brasile    |
| Messico  | Perù            | Romania     | Bulgaria   |
| Polonia  | Rep. Dominicana | Stati Uniti | Russia     |
| Serbia   | Turchia         | Thailandia  | Slovacchia |

#### Girone A

##### Risultati
| 20 settembre 2021 Fenadu Arena, Victoria de Durango Durata: 1h:57 - Spettatori: 200   | Serbia  | 3 - 2 | Polonia | 22-25, 25-10, 23-25, 25-14, 15-6  |
| 20 settembre 2021 Fenadu Arena, Victoria de Durango Durata: 0h:00 - Spettatori: 0     | Messico | 3 - 0 | Camerun | 25-0, 25-0, 25-0                  |
| 21 settembre 2021 Fenadu Arena, Victoria de Durango Durata: 0h:00 - Spettatori: 0     | Serbia  | 3 - 0 | Camerun | 25-0, 25-0, 25-0                  |
| 21 settembre 2021 Fenadu Arena, Victoria de Durango Durata: 1h:09 - Spettatori: 1 100 | Messico | 3 - 0 | Canada  | 25-18, 25-7, 25-22                |
| 22 settembre 2021 Fenadu Arena, Victoria de Durango Durata: 0h:00 - Spettatori: 0     | Polonia | 3 - 0 | Camerun | 25-0, 25-0, 25-0                  |
| 22 settembre 2021 Fenadu Arena, Victoria de Durango Durata: 1h:07 - Spettatori: 150   | Canada  | 0 - 3 | Serbia  | 11-25, 10-25, 22-25               |
| 23 settembre 2021 Fenadu Arena, Victoria de Durango Durata: 0h:00 - Spettatori: 0     | Camerun | 0 - 3 | Canada  | 0-25, 0-25, 0-25                  |
| 23 settembre 2021 Fenadu Arena, Victoria de Durango Durata: 1h:59 - Spettatori: 800   | Messico | 2 - 3 | Polonia | 25-21, 16-25, 25-21, 12-25, 13-15 |
| 24 settembre 2021 Fenadu Arena, Victoria de Durango Durata: 1h:10 - Spettatori: 200   | Polonia | 3 - 0 | Canada  | 25-18, 25-18, 25-13               |
| 24 settembre 2021 Fenadu Arena, Victoria de Durango Durata: 1h:18 - Spettatori: 1 200 | Messico | 0 - 3 | Serbia  | 14-25, 23-25, 18-25               |

##### Classifica
| Pos. | Squadra | Pt | G | V | P | SV | SP | Ratio | PF  | PS  | Ratio |
| ---- | ------- | -- | - | - | - | -- | -- | ----- | --- | --- | ----- |
| 1.   | Serbia  | 11 | 4 | 4 | 0 | 12 | 2  | 6,000 | 335 | 178 | 1,882 |
| 2.   | Polonia | 9  | 4 | 3 | 1 | 11 | 5  | 2,200 | 337 | 250 | 1,348 |
| 3.   | Messico | 7  | 4 | 2 | 2 | 8  | 6  | 1,333 | 296 | 229 | 1,292 |
| 4.   | Canada  | 3  | 4 | 1 | 3 | 3  | 9  | 0,333 | 214 | 225 | 0,951 |
| 5.   | Camerun | 0  | 4 | 0 | 4 | 0  | 12 | 0,000 | 0   | 300 | 0,000 |

      Qualificata agli ottavi di finale per il primo posto.
      Qualificata al girone per il diciassettesimo posto.

#### Girone B

##### Risultati
| 20 settembre 2021 Auditorio del Pueblo, Victoria de Durango Durata: 1h:13 - Spettatori: 50  | Rep. Dominicana | 0 - 3 | Turchia         | 15-25, 21-25, 18-25               |
| 20 settembre 2021 Auditorio del Pueblo, Victoria de Durango Durata: 1h:50 - Spettatori: 100 | Egitto          | 1 - 3 | Perù            | 25-20, 22-25, 20-25, 22-25        |
| 21 settembre 2021 Auditorio del Pueblo, Victoria de Durango Durata: 1h:27 - Spettatori: 50  | Egitto          | 1 - 3 | Italia          | 25-22, 12-25, 10-25, 16-25        |
| 21 settembre 2021 Auditorio del Pueblo, Victoria de Durango Durata: 1h:10 - Spettatori: 100 | Perù            | 0 - 3 | Turchia         | 13-25, 21-25, 10-25               |
| 22 settembre 2021 Auditorio del Pueblo, Victoria de Durango Durata: 1h:50 - Spettatori: 100 | Perù            | 1 - 3 | Rep. Dominicana | 25-18, 22-25, 21-25, 23-25        |
| 22 settembre 2021 Auditorio del Pueblo, Victoria de Durango Durata: 1h:25 - Spettatori: 150 | Turchia         | 0 - 3 | Italia          | 22-25, 23-25, 19-25               |
| 23 settembre 2021 Auditorio del Pueblo, Victoria de Durango Durata: 1h:46 - Spettatori: 50  | Turchia         | 3 - 2 | Egitto          | 25-18, 25-10, 21-25, 20-25, 15-10 |
| 23 settembre 2021 Auditorio del Pueblo, Victoria de Durango Durata: 1h:09 - Spettatori: 120 | Italia          | 3 - 0 | Rep. Dominicana | 25-18, 25-21, 25-19               |
| 24 settembre 2021 Auditorio del Pueblo, Victoria de Durango Durata: 1h:12 - Spettatori: 50  | Italia          | 3 - 0 | Perù            | 25-21, 25-23, 25-19               |
| 24 settembre 2021 Auditorio del Pueblo, Victoria de Durango Durata: 1h:49 - Spettatori: 75  | Rep. Dominicana | 3 - 1 | Egitto          | 23-25, 25-22, 25-23, 25-13        |

##### Classifica
| Pos. | Squadra         | Pt | G | V | P | SV | SP | Ratio  | PF  | PS  | Ratio |
| ---- | --------------- | -- | - | - | - | -- | -- | ------ | --- | --- | ----- |
| 1.   | Italia          | 12 | 4 | 4 | 0 | 12 | 1  | 12,000 | 322 | 248 | 1,298 |
| 2.   | Turchia         | 8  | 4 | 3 | 1 | 9  | 5  | 1,800  | 320 | 261 | 1,226 |
| 3.   | Rep. Dominicana | 6  | 4 | 2 | 2 | 6  | 8  | 0,750  | 303 | 324 | 0,935 |
| 4.   | Perù            | 3  | 4 | 1 | 3 | 4  | 10 | 0,400  | 293 | 332 | 0,882 |
| 5.   | Egitto          | 1  | 4 | 0 | 4 | 5  | 12 | 0,416  | 323 | 396 | 0,815 |

      Qualificata agli ottavi di finale per il primo posto.
      Qualificata al girone per il diciassettesimo posto.

#### Girone C

##### Risultati
| 20 settembre 2021 Fenadu Arena, Victoria de Durango Durata: 1h:28 - Spettatori: 100 | Porto Rico  | 0 - 3 | Romania     | 19-25, 19-25, 21-25               |
| 20 settembre 2021 Fenadu Arena, Victoria de Durango Durata: 0h:00 - Spettatori: 0   | Thailandia  | 3 - 0 | Nigeria     | 25-0, 25-0, 25-0                  |
| 21 settembre 2021 Fenadu Arena, Victoria de Durango Durata: 1h:14 - Spettatori: 150 | Thailandia  | 0 - 3 | Stati Uniti | 18-25, 20-25, 23-25               |
| 21 settembre 2021 Fenadu Arena, Victoria de Durango Durata: 0h:00 - Spettatori: 0   | Nigeria     | 0 - 3 | Romania     | 0-25, 0-25, 0-25                  |
| 22 settembre 2021 Fenadu Arena, Victoria de Durango Durata: 0h:00 - Spettatori: 0   | Nigeria     | 0 - 3 | Porto Rico  | 0-25, 0-25, 0-25                  |
| 22 settembre 2021 Fenadu Arena, Victoria de Durango Durata: 1h:29 - Spettatori: 150 | Romania     | 1 - 3 | Stati Uniti | 21-25, 11-25, 25-18, 16-25        |
| 23 settembre 2021 Fenadu Arena, Victoria de Durango Durata: 0h:59 - Spettatori: 125 | Stati Uniti | 3 - 0 | Porto Rico  | 25-9, 25-15, 25-9                 |
| 23 settembre 2021 Fenadu Arena, Victoria de Durango Durata: 1h:57 - Spettatori: 100 | Romania     | 3 - 2 | Thailandia  | 25-15, 23-25, 22-25, 25-19, 15-10 |
| 24 settembre 2021 Fenadu Arena, Victoria de Durango Durata: 0h:00 - Spettatori: 0   | Stati Uniti | 3 - 0 | Nigeria     | 25-0, 25-0, 25-0                  |
| 24 settembre 2021 Fenadu Arena, Victoria de Durango Durata: 1h:17 - Spettatori: ?   | Porto Rico  | 0 - 3 | Thailandia  | 20-25, 23-25, 20-25               |

##### Classifica
| Pos. | Squadra     | Pt | G | V | P | SV | SP | Ratio  | PF  | PS  | Ratio |
| ---- | ----------- | -- | - | - | - | -- | -- | ------ | --- | --- | ----- |
| 1.   | Stati Uniti | 12 | 4 | 4 | 0 | 12 | 1  | 12,000 | 318 | 167 | 1,904 |
| 2.   | Romania     | 8  | 4 | 3 | 1 | 10 | 5  | 2,000  | 333 | 246 | 1,353 |
| 3.   | Thailandia  | 7  | 4 | 2 | 2 | 8  | 6  | 1,333  | 305 | 248 | 1,229 |
| 4.   | Porto Rico  | 3  | 4 | 1 | 3 | 3  | 9  | 0,333  | 230 | 225 | 1,022 |
| 5.   | Nigeria     | 0  | 4 | 0 | 4 | 0  | 12 | 0,000  | 0   | 300 | 0,000 |

      Qualificata agli ottavi di finale per il primo posto.
      Qualificata al girone per il diciassettesimo posto.

#### Girone D

##### Risultati
| 20 settembre 2021 Auditorio del Pueblo, Victoria de Durango Durata: 1h:15 - Spettatori: 200 | Slovacchia | 0 - 3 | Russia     | 15-25, 19-25, 22-25               |
| 20 settembre 2021 Auditorio del Pueblo, Victoria de Durango Durata: 1h:32 - Spettatori: 500 | Argentina  | 3 - 1 | Bulgaria   | 24-26, 25-15, 25-19, 25-14        |
| 21 settembre 2021 Auditorio del Pueblo, Victoria de Durango Durata: 1h:28 - Spettatori: 300 | Argentina  | 0 - 3 | Brasile    | 23-25, 22-25, 16-25               |
| 21 settembre 2021 Auditorio del Pueblo, Victoria de Durango Durata: 1h:05 - Spettatori: 250 | Bulgaria   | 0 - 3 | Russia     | 9-25, 13-25, 17-25                |
| 22 settembre 2021 Auditorio del Pueblo, Victoria de Durango Durata: 1h:43 - Spettatori: 200 | Bulgaria   | 1 - 3 | Slovacchia | 17-25, 19-25, 25-21, 14-25        |
| 22 settembre 2021 Auditorio del Pueblo, Victoria de Durango Durata: 2h:09 - Spettatori: 800 | Russia     | 3 - 2 | Brasile    | 25-23, 16-25, 19-25, 25-14, 15-12 |
| 23 settembre 2021 Auditorio del Pueblo, Victoria de Durango Durata: 1h:10 - Spettatori: 300 | Russia     | 3 - 0 | Argentina  | 25-12, 25-17, 25-20               |
| 23 settembre 2021 Auditorio del Pueblo, Victoria de Durango Durata: 2h:02 - Spettatori: 450 | Brasile    | 3 - 1 | Slovacchia | 25-16, 25-16, 24-26, 25-22        |
| 24 settembre 2021 Auditorio del Pueblo, Victoria de Durango Durata: 1h:16 - Spettatori: 300 | Brasile    | 3 - 0 | Bulgaria   | 25-14, 25-20, 25-17               |
| 24 settembre 2021 Auditorio del Pueblo, Victoria de Durango Durata: 1h:48 - Spettatori: 600 | Slovacchia | 3 - 1 | Argentina  | 21-25, 25-23, 25-13, 25-20        |

##### Classifica
| Pos. | Squadra    | Pt | G | V | P | SV | SP | Ratio | PF  | PS  | Ratio |
| ---- | ---------- | -- | - | - | - | -- | -- | ----- | --- | --- | ----- |
| 1.   | Russia     | 11 | 4 | 4 | 0 | 12 | 2  | 6,000 | 325 | 243 | 1,337 |
| 2.   | Brasile    | 10 | 4 | 3 | 1 | 11 | 4  | 2,750 | 348 | 292 | 1,191 |
| 3.   | Slovacchia | 6  | 4 | 2 | 2 | 7  | 8  | 0,875 | 328 | 330 | 0,993 |
| 4.   | Argentina  | 3  | 4 | 1 | 3 | 4  | 10 | 0,400 | 290 | 320 | 0,906 |
| 5.   | Bulgaria   | 0  | 4 | 0 | 4 | 2  | 12 | 0,166 | 239 | 345 | 0,692 |

      Qualificata agli ottavi di finale per il primo posto.
      Qualificata al girone per il diciassettesimo posto.

### Fase finale

#### Finali 1º e 3º posto
|  | Ottavi di finale | Ottavi di finale | Ottavi di finale |  |  | Quarti di finale | Quarti di finale | Quarti di finale |  |    | Semifinali | Semifinali  | Semifinali |    |                 | Finale          | Finale          | Finale |
|  |                  |                  |                  |  |  |                  |                  |                  |  |    |            |             |            |    |                 |                 |                 |        |
|  | 1D               | Russia           | 3                |  |  |                  |                  |                  |  |    |            |             |            |    |                 |                 |                 |        |
|  | 1D               | Russia           | 3                |  |  |                  |                  |                  |  |    |            |             |            |    |                 |                 |                 |        |
|  | 4C               | Porto Rico       | 0                |  |  | 1D               | Russia           | 3                |  |    |            |             |            |    |                 |                 |                 |        |
|  | 4C               | Porto Rico       | 0                |  |  | 1D               | Russia           | 3                |  |    |            |             |            |    |                 |                 |                 |        |
|  | 2A               | Polonia          | 3                |  |  | 2A               | Polonia          | 0                |  |    |            |             |            |    |                 |                 |                 |        |
|  | 2A               | Polonia          | 3                |  |  | 2A               | Polonia          | 0                |  |    |            |             |            |    |                 |                 |                 |        |
|  | 3B               | Rep. Dominicana  | 0                |  |  |                  |                  |                  |  | 1D | Russia     | 3           |            |    |                 |                 |                 |        |
|  | 3B               | Rep. Dominicana  | 0                |  |  |                  |                  |                  |  | 1D | Russia     | 3           |            |    |                 |                 |                 |        |
|  | 2D               | Brasile          | 3                |  |  |                  |                  |                  |  |    | 1A         | Serbia      | 0          |    |                 |                 |                 |        |
|  | 2D               | Brasile          | 3                |  |  |                  |                  |                  |  |    | 1A         | Serbia      | 0          |    |                 |                 |                 |        |
|  | 3C               | Thailandia       | 1                |  |  | 2D               | Brasile          | 1                |  |    |            |             |            |    |                 |                 |                 |        |
|  | 3C               | Thailandia       | 1                |  |  |                  |                  | 1                |  |    |            |             |            |    |                 |                 |                 |        |
|  | 1A               | Serbia           | 3                |  |  | 1A               | Serbia           | 3                |  |    |            |             |            |    |                 |                 |                 |        |
|  | 1A               | Serbia           | 3                |  |  |                  |                  |                  |  |    |            |             |            |    |                 |                 |                 |        |
|  | 4B               | Perù             | 1                |  |  |                  |                  |                  |  |    |            |             |            |    | 1D              | Russia          | 3               |        |
|  | 4B               | Perù             | 1                |  |  |                  |                  |                  |  |    |            |             |            |    | 1D              | Russia          | 3               |        |
|  | 1B               | Italia           | 3                |  |  |                  |                  |                  |  |    |            |             |            |    |                 | 1B              | Italia          | 0      |
|  | 1B               | Italia           | 3                |  |  |                  |                  |                  |  |    |            |             |            |    |                 | 1B              | Italia          | 0      |
|  | 4A               | Canada           | 0                |  |  | 1B               | Italia           | 3                |  |    |            |             |            |    |                 |                 |                 |        |
|  | 4A               | Canada           | 0                |  |  |                  |                  |                  |  |    |            |             |            |    |                 |                 |                 |        |
|  | 2C               | Romania          | 3                |  |  | 2C               | Romania          | 0                |  |    |            |             |            |    | Finale 3° posto | Finale 3° posto | Finale 3° posto |        |
|  | 2C               | Romania          | 3                |  |  |                  |                  | 0                |  |    |            |             |            |    |                 |                 |                 |        |
|  | 3D               | Slovacchia       | 2                |  |  |                  |                  |                  |  | 1B | Italia     | 3           |            | 1A | Serbia          | 1               |                 |        |
|  | 3D               | Slovacchia       | 2                |  |  |                  |                  |                  |  | 1B | Italia     | 3           |            | 1A | Serbia          | 1               |                 |        |
|  | 2B               | Turchia          | 3                |  |  |                  |                  |                  |  |    | 1C         | Stati Uniti | 0          |    |                 | 1C              | Stati Uniti     | 3      |
|  | 2B               | Turchia          | 3                |  |  |                  |                  |                  |  |    | 1C         | Stati Uniti | 0          |    |                 | 1C              | Stati Uniti     | 3      |
|  | 3A               | Messico          | 0                |  |  | 2B               | Turchia          | 2                |  |    |            |             |            |    |                 |                 |                 |        |
|  | 3A               | Messico          | 0                |  |  | 2B               | Turchia          | 2                |  |    |            |             |            |    |                 |                 |                 |        |
|  | 1C               | Stati Uniti      | 3                |  |  | 1C               | Stati Uniti      | 3                |  |    |            |             |            |    |                 |                 |                 |        |
|  | 1C               | Stati Uniti      | 3                |  |  | 1C               | Stati Uniti      | 3                |  |    |            |             |            |    |                 |                 |                 |        |
|  | 4D               | Argentina        | 2                |  |  |                  |                  |                  |  |    |            |             |            |    |                 |                 |                 |        |
|  | 4D               | Argentina        | 2                |  |  |                  |                  |                  |  |    |            |             |            |    |                 |                 |                 |        |

##### Ottavi di finale
| 26 settembre 2021 Fenadu Arena, Victoria de Durango Durata: 1h:02 - Spettatori: 250         | Russia      | 3 - 0 | Porto Rico      | 25-12, 25-11, 25-13               |
| 26 settembre 2021 Auditorio del Pueblo, Victoria de Durango Durata: 1h:11 - Spettatori: 150 | Polonia     | 3 - 0 | Rep. Dominicana | 25-19, 25-11, 25-16               |
| 26 settembre 2021 Fenadu Arena, Victoria de Durango Durata: 2h:01 - Spettatori: 250         | Brasile     | 3 - 1 | Thailandia      | 25-19, 25-23, 24-26, 25-23        |
| 26 settembre 2021 Auditorio del Pueblo, Victoria de Durango Durata: 1h:40 - Spettatori: 100 | Serbia      | 3 - 1 | Perù            | 25-13, 25-21, 17-25, 25-15        |
| 26 settembre 2021 Fenadu Arena, Victoria de Durango Durata: 0h:56 - Spettatori: 300         | Italia      | 3 - 0 | Canada          | 25-10, 25-10, 25-13               |
| 26 settembre 2021 Auditorio del Pueblo, Victoria de Durango Durata: 2h:06 - Spettatori: 175 | Romania     | 3 - 2 | Slovacchia      | 21-25, 25-22, 16-25, 25-21, 15-11 |
| 26 settembre 2021 Fenadu Arena, Victoria de Durango Durata: 1h:13 - Spettatori: 1 000       | Turchia     | 3 - 0 | Messico         | 25-17, 25-13, 25-17               |
| 26 settembre 2021 Auditorio del Pueblo, Victoria de Durango Durata: 1h:58 - Spettatori: 600 | Stati Uniti | 3 - 2 | Argentina       | 26-24, 23-25, 21-25, 25-18, 15-7  |

##### Quarti di finale
| 27 settembre 2021 Fenadu Arena, Victoria de Durango Durata: 1h:04 - Spettatori: 100 | Russia  | 3 - 0 | Polonia     | 25-11, 25-12, 25-15              |
| 27 settembre 2021 Fenadu Arena, Victoria de Durango Durata: 1h:59 - Spettatori: 150 | Brasile | 1 - 3 | Serbia      | 23-25, 20-25, 25-22, 20-25       |
| 27 settembre 2021 Fenadu Arena, Victoria de Durango Durata: 1h:08 - Spettatori: 250 | Italia  | 3 - 0 | Romania     | 25-15, 25-18, 25-13              |
| 27 settembre 2021 Fenadu Arena, Victoria de Durango Durata: 1h:55 - Spettatori: 600 | Turchia | 2 - 3 | Stati Uniti | 25-19, 23-25, 25-22, 21-25, 9-15 |

##### Semifinali
| 28 settembre 2021 Fenadu Arena, Victoria de Durango Durata: 1h:07 - Spettatori: 450   | Russia | 3 - 0 | Serbia      | 25-13, 25-8, 25-21  |
| 28 settembre 2021 Fenadu Arena, Victoria de Durango Durata: 1h:20 - Spettatori: 1 000 | Italia | 3 - 0 | Stati Uniti | 25-23, 25-18, 25-22 |

##### Finale 3º posto
| 29 settembre 2021 Fenadu Arena, Victoria de Durango Durata: 1h:49 - Spettatori: 500 | Serbia | 1 - 3 | Stati Uniti | 23-25, 18-25, 28-26, 18-25 |

##### Finale 1º posto
| 29 settembre 2021 Fenadu Arena, Victoria de Durango Durata: 1h:08 - Spettatori: 1 200 | Russia | 3 - 0 | Italia | 25-16, 25-17, 25-20 |

#### Finali 5º e 7º posto
|  | Semifinali | Semifinali | Semifinali |                 |    | Finale 5º posto | Finale 5º posto | Finale 5º posto |
|  |            |            |            |                 |    |                 |                 |                 |
|  | 2A         | Polonia    | 2          |                 |    |                 |                 |                 |
|  | 2A         | Polonia    | 2          |                 |    |                 |                 |                 |
|  | 2D         | Brasile    | 3          |                 |    |                 |                 |                 |
|  | 2D         | Brasile    | 3          |                 | 2D | Brasile         | 3               |                 |
|  |            |            |            |                 | 2D | Brasile         | 3               |                 |
|  |            |            |            |                 |    | 2C              | Romania         | 0               |
|  | 2C         | Romania    | 3          |                 |    | 2C              | Romania         | 0               |
|  | 2C         | Romania    | 3          |                 |    |                 |                 |                 |
|  | 2B         | Turchia    | 1          |                 |    |                 |                 |                 |
|  | 2B         | Turchia    | 1          | Finale 7º posto |    |                 |                 |                 |
|  |            |            |            |                 |    |                 |                 |                 |
|  |            |            |            |                 |    | 2A              | Polonia         | 0               |
|  |            |            |            |                 |    | 2A              | Polonia         | 0               |
|  |            |            |            |                 |    | 2B              | Turchia         | 3               |

##### Semifinali
| 28 settembre 2021 Fenadu Arena, Victoria de Durango Durata: 2h:14 - Spettatori: 50 | Polonia | 2 - 3 | Brasile | 17-25, 25-22, 22-25, 25-19, 11-15 |
| 28 settembre 2021 Fenadu Arena, Victoria de Durango Durata: 1h:36 - Spettatori: 50 | Romania | 3 - 1 | Turchia | 25-20, 23-25, 25-18, 25-19        |

##### Finale 7º posto
| 29 settembre 2021 Fenadu Arena, Victoria de Durango Durata: 1h:20 - Spettatori: 65 | Polonia | 0 - 3 | Turchia | 21-25, 17-25, 25-27 |

##### Finale 5º posto
| 29 settembre 2021 Fenadu Arena, Victoria de Durango Durata: 1h:09 - Spettatori: 75 | Brasile | 3 - 0 | Romania | 25-17, 25-14, 25-12 |

#### Finali 9º e 11º posto
|  | Quarti di finale | Quarti di finale | Quarti di finale |  |    | Semifinali      | Semifinali | Semifinali |                  |                  | Finale 9º posto  | Finale 9º posto | Finale 9º posto |
|  |                  |                  |                  |  |    |                 |            |            |                  |                  |                  |                 |                 |
|  | 4C               | Porto Rico       | 1                |  |    |                 |            |            |                  |                  |                  |                 |                 |
|  | 4C               | Porto Rico       | 1                |  |    |                 |            |            |                  |                  |                  |                 |                 |
|  | 3B               | Rep. Dominicana  | 3                |  |    |                 |            |            |                  |                  |                  |                 |                 |
|  | 3B               | Rep. Dominicana  | 3                |  | 3B | Rep. Dominicana | 3          |            |                  |                  |                  |                 |                 |
|  |                  |                  |                  |  | 3B | Rep. Dominicana | 3          |            |                  |                  |                  |                 |                 |
|  |                  |                  |                  |  |    | 3C              | Thailandia | 1          |                  |                  |                  |                 |                 |
|  | 3C               | Thailandia       | 3                |  |    | 3C              | Thailandia | 1          |                  |                  |                  |                 |                 |
|  | 3C               | Thailandia       | 3                |  |    |                 |            |            |                  |                  |                  |                 |                 |
|  | 4B               | Perù             | 0                |  |    |                 |            |            |                  |                  |                  |                 |                 |
|  | 4B               | Perù             | 0                |  |    |                 |            |            |                  | 3B               | Rep. Dominicana  | 0               |                 |
|  |                  |                  |                  |  |    |                 |            |            |                  | 3B               | Rep. Dominicana  | 0               |                 |
|  |                  |                  |                  |  |    |                 |            |            |                  |                  | 4D               | Argentina       | 3               |
|  | 4A               | Canada           | 1                |  |    |                 |            |            |                  |                  | 4D               | Argentina       | 3               |
|  | 4A               | Canada           | 1                |  |    |                 |            |            |                  |                  |                  |                 |                 |
|  | 3D               | Slovacchia       | 3                |  |    |                 |            |            |                  |                  |                  |                 |                 |
|  | 3D               | Slovacchia       | 3                |  | 3D | Slovacchia      | 2          |            | Finale 11º posto | Finale 11º posto | Finale 11º posto |                 |                 |
|  |                  |                  |                  |  | 3D | Slovacchia      | 2          |            |                  |                  |                  |                 |                 |
|  |                  |                  |                  |  |    | 4D              | Argentina  | 3          |                  |                  | 3C               | Thailandia      | 3               |
|  | 3A               | Messico          | 1                |  |    |                 | Argentina  | 3          |                  |                  | 3C               | Thailandia      | 3               |
|  | 3A               | Messico          | 1                |  |    |                 |            |            |                  | 3D               | Slovacchia       | 1               |                 |
|  | 4D               | Argentina        | 3                |  |    |                 |            |            |                  |                  | Slovacchia       | 1               |                 |
|  | 4D               | Argentina        | 3                |  |    |                 |            |            |                  |                  |                  |                 |                 |

##### Quarti di finale
| 27 settembre 2021 Auditorio del Pueblo, Victoria de Durango Durata: 1h:28 - Spettatori: 80  | Porto Rico | 1 - 3 | Rep. Dominicana | 25-18, 13-25, 12-25, 18-25 |
| 27 settembre 2021 Auditorio del Pueblo, Victoria de Durango Durata: 1h:13 - Spettatori: 100 | Thailandia | 3 - 0 | Perù            | 25-23, 25-18, 25-17        |
| 27 settembre 2021 Auditorio del Pueblo, Victoria de Durango Durata: 1h:40 - Spettatori: 75  | Canada     | 1 - 3 | Slovacchia      | 25-23, 22-25, 17-25, 11-25 |
| 27 settembre 2021 Auditorio del Pueblo, Victoria de Durango Durata: 1h:51 - Spettatori: 850 | Messico    | 1 - 3 | Argentina       | 25-23, 23-25, 23-25, 15-25 |

##### Semifinali
| 28 settembre 2021 Auditorio del Pueblo, Victoria de Durango Durata: 1h:44 - Spettatori: 55  | Rep. Dominicana | 3 - 1 | Thailandia | 25-16, 25-18, 24-26, 25-20       |
| 28 settembre 2021 Auditorio del Pueblo, Victoria de Durango Durata: 2h:09 - Spettatori: 200 | Slovacchia      | 2 - 3 | Argentina  | 25-16, 21-25, 25-23, 19-25, 5-15 |

##### Finale 11º posto
| 29 settembre 2021 Auditorio del Pueblo, Victoria de Durango Durata: 1h:47 - Spettatori: 50 | Thailandia | 3 - 1 | Slovacchia | 22-25, 25-22, 25-19, 25-23 |

##### Finale 9º posto
| 29 settembre 2021 Auditorio del Pueblo, Victoria de Durango Durata: 1h:10 - Spettatori: 100 | Rep. Dominicana | 0 - 3 | Argentina | 20-25, 17-25, 18-25 |

#### Finali 13º e 15º posto
|  | Semifinali | Semifinali | Semifinali |                  |    | Finale 13º posto | Finale 13º posto | Finale 13º posto |
|  |            |            |            |                  |    |                  |                  |                  |
|  | 4C         | Porto Rico | 1          |                  |    |                  |                  |                  |
|  | 4C         | Porto Rico | 1          |                  |    |                  |                  |                  |
|  | 4B         | Perù       | 3          |                  |    |                  |                  |                  |
|  | 4B         | Perù       | 3          |                  | 4B | Perù             | 0                |                  |
|  |            |            |            |                  | 4B | Perù             | 0                |                  |
|  |            |            |            |                  |    | 3A               | Messico          | 3                |
|  | 4A         | Canada     | 0          |                  |    | 3A               | Messico          | 3                |
|  | 4A         | Canada     | 0          |                  |    |                  |                  |                  |
|  | 3A         | Messico    | 3          |                  |    |                  |                  |                  |
|  | 3A         | Messico    | 3          | Finale 15º posto |    |                  |                  |                  |
|  |            |            |            |                  |    |                  |                  |                  |
|  |            |            |            |                  |    | 4C               | Porto Rico       | 3                |
|  |            |            |            |                  |    | 4C               | Porto Rico       | 3                |
|  |            |            |            |                  |    | 4A               | Canada           | 0                |

##### Semifinali
| 28 settembre 2021 Auditorio del Pueblo, Victoria de Durango Durata: 1h:55 - Spettatori: 50  | Porto Rico | 1 - 3 | Perù    | 17-25, 27-25, 21-25, 26-28 |
| 28 settembre 2021 Auditorio del Pueblo, Victoria de Durango Durata: 1h:17 - Spettatori: 100 | Canada     | 0 - 3 | Messico | 20-25, 26-28, 16-25        |

##### Finale 15º posto
| 29 settembre 2021 Auditorio del Pueblo, Victoria de Durango Durata: 1h:21 - Spettatori: 100 | Porto Rico | 3 - 0 | Canada | 25-21, 28-26, 25-23 |

##### Finale 13º posto
| 29 settembre 2021 Auditorio del Pueblo, Victoria de Durango Durata: 1h:10 - Spettatori: 150 | Perù | 0 - 3 | Messico | 18-25, 16-25, 14-25 |

#### Girone 17º posto

##### Risultati
| 27 settembre 2021 Auditorio del Pueblo, Victoria de Durango Durata: 0h:00 - Spettatori: 0  | Camerun | 0 - 0 | Nigeria  | 0-0, 0-0, 0-0       |
| 27 settembre 2021 Auditorio del Pueblo, Victoria de Durango Durata: 1h:22 - Spettatori: 50 | Egitto  | 0 - 3 | Bulgaria | 20-25, 20-25, 24-26 |
| 28 settembre 2021 Auditorio del Pueblo, Victoria de Durango Durata: 0h:00 - Spettatori: 0  | Nigeria | 0 - 3 | Bulgaria | 0-25, 0-25, 0-25    |
| 28 settembre 2021 Auditorio del Pueblo, Victoria de Durango Durata: 0h:00 - Spettatori: 0  | Camerun | 0 - 3 | Egitto   | 0-25, 0-25, 0-25    |
| 29 settembre 2021 Auditorio del Pueblo, Victoria de Durango Durata: 0h:00 - Spettatori: 0  | Egitto  | 3 - 0 | Nigeria  | 25-0, 25-0, 25-0    |
| 29 settembre 2021 Auditorio del Pueblo, Victoria de Durango Durata: 0h:00 - Spettatori: 0  | Camerun | 0 - 3 | Bulgaria | 0-25, 0-25, 0-25    |

##### Classifica
| Pos. | Squadra  | Pt | G | V | P | SV | SP | Ratio | PF  | PS  | Ratio |
| ---- | -------- | -- | - | - | - | -- | -- | ----- | --- | --- | ----- |
| 1.   | Bulgaria | 9  | 3 | 3 | 0 | 9  | 0  | MAX   | 226 | 64  | 3,531 |
| 2.   | Egitto   | 6  | 3 | 2 | 1 | 6  | 3  | 2,000 | 214 | 76  | 2,815 |
| 3.   | Camerun  | 0  | 2 | 0 | 2 | 0  | 6  | 0,000 | 0   | 150 | 0,000 |
| 4.   | Nigeria  | 0  | 2 | 0 | 2 | 0  | 6  | 0,000 | 0   | 150 | 0,000 |

## Classifica finale
| Pos     | Squadra         | Rosa |
| ------- | --------------- | --- |
| Oro     | Russia          | Formazione: 1 Suvorova, 3 Kapralova, 5 Demidova, 6 Artiukhina, 7 Zamanskaia, 8 Rubtsova, 9 Popova, 11 Shvydkaia, 13 Kobzar', 16 Khabibrakhmanova, 17 Zhabrova, 18 Sergeeva, CT: Karikov |
| Argento | Italia          | Formazione: 1 Acciarri, 2 Batte, 3 Giuliani, 4 Ituma, 7 Viscioni, 8 Modesti, 9 Ribechi, 10 Passaro, 11 Bellia, 12 Esposito, 19 Barbero, 20 Gannar, CT: Mencarelli                       |
| Bronzo  | Stati Uniti     | Formazione: 1 Choboy, 4 Chicoine, 6 Reilly, 7 Wucherer, 10 Jurevicius, 13 Murray, 14 Stucky, 16 Kahahawai, 18 Brandewie, 19 Blyashov, 21 Allick, 24 Mendelson, CT: Morrison             |
| 4       | Serbia          | |
| 5       | Brasile         | |
| 6       | Romania         | |
| 7       | Turchia         | |
| 8       | Polonia         | |
| 9       | Argentina       | |
| 10      | Rep. Dominicana | |
| 11      | Thailandia      | |
| 12      | Slovacchia      | |
| 13      | Messico         | |
| 14      | Perù            | |
| 15      | Porto Rico      | |
| 16      | Canada          | |
| 17      | Bulgaria        | |
| 18      | Egitto          | |
| 19      | Camerun         | |
| 19      | Nigeria         | |

## Premi individuali
| Premio                 | Nome              | Squadra     |
| ---------------------- | ----------------- | ----------- |
| MVP                    | Natalia Suvorova  | Russia      |
| Miglior palleggiatrice | Viktorija Kobzar' | Russia      |
| Miglior opposto        | Giulia Viscioni   | Italia      |
| Miglior schiacciatrice | Julia Ituma       | Italia      |
| Miglior schiacciatrice | Mckenna Wucherer  | Stati Uniti |
| Miglior centrale       | Natalia Suvorova  | Russia      |
| Miglior centrale       | Hena Kurtagić     | Serbia      |
| Miglior libero         | Emma Barbero      | Italia      |

## Statistiche
| Rendimento individuale | Rendimento individuale | Rendimento individuale | Rendimento individuale |
| Pos.                   | Nome                   | Punti                  | Squadra                |
| ---------------------- | ---------------------- | ---------------------- | ---------------------- |
| 1                      | Julia Ituma            | 139                    | Italia                 |
| 2                      | Alondra Alarcón        | 138                    | Perù                   |
| 3                      | Ampha Sonsurat         | 118                    | Thailandia             |
| 4                      | Nicole Pérez           | 116                    | Argentina              |
| 5                      | Melisa Ege Bükmen      | 113                    | Turchia                |
| 6                      | Natalia Suvorova       | 112                    | Russia                 |
| 7                      | Donphon Sinpho         | 111                    | Thailandia             |
| 8                      | Aime Topete Pardo      | 109                    | Messico                |
| 9                      | Mckenna Wucherer       | 106                    | Stati Uniti            |
| 10                     | Ariana Rodriguez       | 104                    | Rep. Dominicana        |

| Attacchi vincenti | Attacchi vincenti | Attacchi vincenti | Attacchi vincenti |
| Pos.              | Nome              | Punti             | Squadra           |
| ----------------- | ----------------- | ----------------- | ----------------- |
| 1                 | Alondra Alarcón   | 125               | Perù              |
| 2                 | Julia Ituma       | 111               | Italia            |
| 3                 | Ampha Sonsurat    | 102               | Thailandia        |
| 4                 | Nicole Pérez      | 99                | Argentina         |
| 4                 | Donphon Sinpho    | 99                | Thailandia        |
| 6                 | Aime Topete Pardo | 97                | Messico           |
| 7                 | Melisa Ege Bükmen | 91                | Turchia           |
| 8                 | Mckenna Wucherer  | 86                | Stati Uniti       |
| 9                 | Ariana Rodriguez  | 85                | Rep. Dominicana   |
| 9                 | Nicole Fernandes  | 85                | Brasile           |

| Muri vincenti | Muri vincenti       | Muri vincenti | Muri vincenti |
| Pos.          | Nome                | Punti         | Squadra       |
| ------------- | ------------------- | ------------- | ------------- |
| 1             | Natalia Suvorova    | 33            | Russia        |
| 2             | Avril García        | 32            | Argentina     |
| 3             | Luzia Nezzo         | 30            | Brasile       |
| 4             | Berka Özden         | 29            | Turchia       |
| 5             | Natalia Kecher      | 27            | Polonia       |
| 6             | Varvara Sergeeva    | 26            | Russia        |
| 7             | Julliana de Andrade | 25            | Brasile       |
| 8             | Hena Kurtagić       | 24            | Serbia        |
| 9             | Rebekah Allick      | 22            | Stati Uniti   |
| 10            | Jovana Zelenović    | 21            | Serbia        |

| Battute vincenti | Battute vincenti    | Battute vincenti | Battute vincenti |
| Pos.             | Nome                | Punti            | Squadra          |
| ---------------- | ------------------- | ---------------- | ---------------- |
| 1                | Dominika Giuliani   | 16               | Italia           |
| 1                | Julia Ituma         | 16               | Italia           |
| 3                | Melisa Ege Bükmen   | 13               | Turchia          |
| 3                | Mckenna Wucherer    | 13               | Stati Uniti      |
| 5                | Denisa Cheluță      | 12               | Romania          |
| 5                | Pelin Eroktay       | 12               | Turchia          |
| 5                | María Cisneros      | 12               | Perù             |
| 8                | Giulia Viscioni     | 11               | Italia           |
| 9                | Alanae Margaritha   | 10               | Rep. Dominicana  |
| 9                | Hena Kurtagić       | 10               | Serbia           |
| 9                | Kristína Kartíková  | 10               | Slovacchia       |
| 9                | Avril García        | 10               | Argentina        |
| 9                | Harper Murray       | 10               | Stati Uniti      |
| 9                | Margaret Mendelson  | 10               | Stati Uniti      |
| 9                | Julliana de Andrade | 10               | Brasile          |